# 斡思剌黑
斡思剌黑（？—1221年），中亚花剌子模王子，阿拉烏丁·摩訶末的小儿子。
斡思剌黑是钦察后妃所生，被出身钦察的圖兒干合敦宠爱，在圖兒干合敦影响下，阿拉烏丁·摩訶末舍弃长子札兰丁，以斡思剌黑为继承人。1220年，蒙古帝国西征，摩訶末逃到里海的一个小岛上，废黜了斡思剌黑，以札兰丁為继承人，让他光复国家。摩訶末死后，扎兰丁即位，他带领兄弟回到国都玉龙杰赤。钦察、康里人不支持扎兰丁，想要暗杀扎兰丁。1221年，扎兰丁逃出玉龙杰赤，到呼罗珊避难。斡思剌黑和弟弟阿里想要追随兄长，出城之后遇到蒙古军队，兄弟们被蒙古人杀死。

## 資料來源
- 朱耀廷《成吉思汗傳》